# Stazione meteorologica di Treviso Istrana
La stazione meteorologica di Treviso Istrana è la stazione meteorologica di riferimento per il Servizio Meteorologico dell'Aeronautica Militare e per l'Organizzazione Mondiale della Meteorologia, relativa all'area pianeggiante a nord-ovest della città di Treviso.

## Caratteristiche
La stazione meteorologica si trova nell'Italia nord-orientale, in Veneto, in provincia di Treviso, nell'area aeroportuale di Istrana, a 41 metri s.l.m. e alle coordinate geografiche 45°41′19.17″N 12°06′04.69″E.
Oltre a svolgere assistenza alla navigazione aerea, la stazione effettua rilevazioni orarie con osservazioni sullo stato del cielo (nuvolosità in chiaro) e su temperatura, precipitazioni, umidità relativa, pressione atmosferica con valore normalizzato al livello del mare, direzione e velocità del vento.

## Medie climatiche ufficiali

### Dati climatologici 1971-2000
In base alle medie climatiche del periodo 1971-2000, le più recenti in uso, la temperatura media del mese più freddo, gennaio, è di +2,9 °C, mentre quella del mese più caldo, luglio, è di +23,4 °C; mediamente si contano 71 giorni di gelo all'anno e 35 giorni con temperatura massima uguale o superiore ai +30 °C. I valori estremi di temperatura registrati nel medesimo trentennio sono i -15,4 °C del febbraio 1991 e i +39,1 °C dell'agosto 1998.
Le precipitazioni medie annue si attestano a 896 mm, mediamente distribuite in 89 giorni di pioggia, con minimo relativo in inverno, picco massimo in autunno e massimo secondario in estate per gli accumuli.
L'umidità relativa media annua fa registrare il valore di 73,1 % con minimo di 69 % a luglio e massimo di 80 % a dicembre; mediamente si contano 59 giorni di nebbia all'anno.
Di seguito è riportata la tabella con le medie climatiche e i valori massimi e minimi assoluti registrati nel trantennio 1971-2000 e pubblicati nell'Atlante Climatico d'Italia del Servizio Meteorologico dell'Aeronautica Militare relativo al medesimo trentennio.
| Treviso Istrana (1971-2000)     | Mesi         | Mesi         | Mesi        | Mesi        | Mesi        | Mesi        | Mesi        | Mesi        | Mesi        | Mesi        | Mesi        | Mesi         | Stagioni | Stagioni | Stagioni | Stagioni | Anno  |
| Treviso Istrana (1971-2000)     | Gen          | Feb          | Mar         | Apr         | Mag         | Giu         | Lug         | Ago         | Set         | Ott         | Nov         | Dic          | Inv      | Pri      | Est      | Aut      | Anno  |
| ------------------------------- | ------------ | ------------ | ----------- | ----------- | ----------- | ----------- | ----------- | ----------- | ----------- | ----------- | ----------- | ------------ | -------- | -------- | -------- | -------- | ----- |
| T. max. media (°C)              | 7,2          | 9,7          | 13,7        | 17,6        | 23,2        | 26,6        | 29,4        | 29,1        | 24,7        | 18,7        | 12,2        | 7,8          | 8,2      | 18,2     | 28,4     | 18,5     | 18,3  |
| T. min. media (°C)              | −1,4         | −0,5         | 3,1         | 6,6         | 11,4        | 15,1        | 17,4        | 17,2        | 13,3        | 8,5         | 3,0         | −0,5         | −0,8     | 7,0      | 16,6     | 8,3      | 7,8   |
| T. max. assoluta (°C)           | 15,9 (1989)  | 23,2 (1990)  | 25,9 (1977) | 29,8 (2000) | 32,1 (1997) | 36,5 (1996) | 37,8 (1998) | 39,1 (1998) | 34,3 (1985) | 27,4 (1988) | 21,9 (1972) | 16,0 (2000)  | 23,2     | 32,1     | 39,1     | 34,3     | 39,1  |
| T. min. assoluta (°C)           | −15,3 (1985) | −15,4 (1991) | −7,4 (1971) | −3,4 (1985) | 0,2 (1979)  | 6,7 (1986)  | 9,8 (2000)  | 8,6 (1995)  | 3,8 (1977)  | −1,8 (1972) | −7,5 (1975) | −12,4 (1976) | −15,4    | −7,4     | 6,7      | −7,5     | −15,4 |
| Giorni di calura (Tmax ≥ 30 °C) | 0            | 0            | 0           | 0           | 0           | 6           | 14          | 14          | 1           | 0           | 0           | 0            | 0        | 0        | 34       | 1        | 35    |
| Giorni di gelo (Tmin ≤ 0 °C)    | 21           | 17           | 6           | 1           | 0           | 0           | 0           | 0           | 0           | 0           | 8           | 18           | 56       | 7        | 0        | 8        | 71    |
| Precipitazioni (mm)             | 50,5         | 54,3         | 55,4        | 82,4        | 91,4        | 99,5        | 67,0        | 81,1        | 82,5        | 97,4        | 75,4        | 59,5         | 164,3    | 229,2    | 247,6    | 255,3    | 896,4 |
| Giorni di pioggia               | 6            | 5            | 6           | 10          | 10          | 10          | 7           | 7           | 7           | 8           | 7           | 6            | 17       | 26       | 24       | 22       | 89    |
| Giorni di nebbia                | 12           | 8            | 5           | 3           | 2           | 1           | 0           | 0           | 3           | 7           | 8           | 10           | 30       | 10       | 1        | 18       | 59    |
| Umidità relativa media (%)      | 77           | 73           | 70          | 71          | 71          | 70          | 69          | 70          | 72          | 76          | 78          | 80           | 76,7     | 70,7     | 69,7     | 75,3     | 73,1  |

### Dati climatologici 1961-1990
In base alla media trentennale di riferimento 1961-1990, ancora in uso per l'Organizzazione meteorologica mondiale e definita Climate Normal (CLINO), la temperatura media del mese più freddo, gennaio, si attesta a +2,4 °C; quella del mese più caldo, luglio, è di +23 °C. Mediamente, si verificano 70 giorni di gelo all'anno. Nel medesimo trentennio, la temperatura minima assoluta ha toccato i -15,6 °C nel gennaio 1963 (media delle minime assolute annue di -9,3 °C), mentre la massima assoluta ha fatto registrare i +37,6 °C nell'agosto 1988 (media delle massime assolute annue di +33,9 °C).
La nuvolosità media annua si attesta a 4 okta giornalieri, con minimo di 3 okta giornalieri ad agosto e massimo di 4,7 okta giornalieri ad aprile.
Le precipitazioni medie annue, attorno ai 950 mm e distribuite mediamente in 88 giorni, fanno registrare picchi in primavera ed autunno ed un minimo relativo in inverno.
L'umidità relativa media annua fa registrare il valore di 73,3% con minimi di 70% a marzo, a luglio e ad agosto e massimo di 79% a dicembre.
Il vento presenta una velocità media annua di 3,2 m/s, con minimo di 3 m/s a giugno e massimi di 3,4 m/s a marzo e ad aprile; la direzione prevalente è di grecale durante l'intero arco dell'anno.
| Treviso Istrana (1961-1990)  | Mesi         | Mesi         | Mesi        | Mesi        | Mesi        | Mesi        | Mesi        | Mesi        | Mesi        | Mesi        | Mesi        | Mesi         | Stagioni | Stagioni | Stagioni | Stagioni | Anno  |
| Treviso Istrana (1961-1990)  | Gen          | Feb          | Mar         | Apr         | Mag         | Giu         | Lug         | Ago         | Set         | Ott         | Nov         | Dic          | Inv      | Pri      | Est      | Aut      | Anno  |
| ---------------------------- | ------------ | ------------ | ----------- | ----------- | ----------- | ----------- | ----------- | ----------- | ----------- | ----------- | ----------- | ------------ | -------- | -------- | -------- | -------- | ----- |
| T. max. media (°C)           | 6,6          | 9,1          | 13,1        | 17,4        | 22,4        | 26,2        | 28,7        | 28,0        | 24,6        | 19,1        | 12,2        | 7,5          | 7,7      | 17,6     | 27,6     | 18,6     | 17,9  |
| T. min. media (°C)           | −1,8         | −0,1         | 3,0         | 6,9         | 11,2        | 15,1        | 17,3        | 16,7        | 13,5        | 8,6         | 3,3         | −1,0         | −1,0     | 7,0      | 16,4     | 8,5      | 7,7   |
| T. max. assoluta (°C)        | 15,9 (1989)  | 23,2 (1990)  | 25,9 (1977) | 27,2 (1962) | 31,2 (1986) | 34,2 (1976) | 35,8 (1988) | 37,6 (1988) | 34,3 (1985) | 27,4 (1988) | 21,9 (1972) | 15,9 (1983)  | 23,2     | 31,2     | 37,6     | 34,3     | 37,6  |
| T. min. assoluta (°C)        | −15,6 (1963) | −11,2 (1963) | −8,8 (1963) | −3,4 (1985) | 0,2 (1979)  | 6,7 (1986)  | 9,8 (1970)  | 8,7 (1969)  | 3,8 (1977)  | −2,2 (1970) | −7,5 (1975) | −12,4 (1976) | −15,6    | −8,8     | 6,7      | −7,5     | −15,6 |
| Giorni di gelo (Tmin ≤ 0 °C) | 21           | 15           | 6           | 1           | 0           | 0           | 0           | 0           | 0           | 0           | 7           | 20           | 56       | 7        | 0        | 7        | 70    |
| Nuvolosità (okta al giorno)  | 4,6          | 4,3          | 4,5         | 4,7         | 4,3         | 4,1         | 3,2         | 3,0         | 3,4         | 3,6         | 4,4         | 4,3          | 4,4      | 4,5      | 3,4      | 3,8      | 4,0   |
| Precipitazioni (mm)          | 63,1         | 61,6         | 69,2        | 81,8        | 102,9       | 108,7       | 66,4        | 88,4        | 73,4        | 81,6        | 98,3        | 61,4         | 186,1    | 253,9    | 263,5    | 253,3    | 956,8 |
| Giorni di pioggia            | 6            | 6            | 7           | 9           | 10          | 10          | 7           | 7           | 6           | 6           | 8           | 6            | 18       | 26       | 24       | 20       | 88    |
| Umidità relativa media (%)   | 78           | 74           | 70          | 72          | 71          | 72          | 70          | 70          | 72          | 75          | 76          | 79           | 77       | 71       | 70,7     | 74,3     | 73,3  |
| Vento (direzione-m/s)        | NE 3,3       | NE 3,3       | NE 3,4      | NE 3,4      | NE 3,1      | NE 3,0      | NE 3,1      | NE 3,1      | NE 3,1      | NE 3,3      | NE 3,3      | NE 3,2       | 3,3      | 3,3      | 3,1      | 3,2      | 3,2   |

## Valori estremi

### Temperature estreme mensili dal 1951 ad oggi
Nella tabella sottostante sono riportate le temperature massime e minime assolute mensili, stagionali ed annuali dal 1951 ad oggi, con il relativo anno in cui si queste si sono registrate. La massima assoluta del periodo esaminato di +40,2 °C è del luglio 2022, mentre la minima assoluta di -16,6 °C è del febbraio 1956.
| Treviso Istrana (1951-2025) | Mesi              | Mesi         | Mesi        | Mesi        | Mesi        | Mesi              | Mesi        | Mesi        | Mesi        | Mesi        | Mesi        | Mesi         | Stagioni | Stagioni | Stagioni | Stagioni | Anno  |
| Treviso Istrana (1951-2025) | Gen               | Feb          | Mar         | Apr         | Mag         | Giu               | Lug         | Ago         | Set         | Ott         | Nov         | Dic          | Inv      | Pri      | Est      | Aut      | Anno  |
| --------------------------- | ----------------- | ------------ | ----------- | ----------- | ----------- | ----------------- | ----------- | ----------- | ----------- | ----------- | ----------- | ------------ | -------- | -------- | -------- | -------- | ----- |
| T. max. assoluta (°C)       | 16,0 (2020, 2025) | 23,8 (2021)  | 25,9 (1977) | 32,0 (2011) | 34,8 (2009) | 37,4 (2003, 2019) | 40,2 (2022) | 39,9 (2003) | 35,2 (2024) | 29,2 (2011) | 23,3 (2004) | 16,4 (2016)  | 23,8     | 34,8     | 40,2     | 35,2     | 40,2  |
| T. min. assoluta (°C)       | −15,6 (1963)      | −16,6 (1956) | −8,8 (1963) | −4,6 (2003) | 0,2 (1979)  | 6,6 (2001)        | 8,2 (1960)  | 8,6 (1995)  | 3,8 (1977)  | −2,2 (1970) | −7,5 (1975) | −13,0 (2009) | −16,6    | −8,8     | 6,6      | −7,5     | −16,6 |